# Guy Goossens
Guy Goossens is een Vlaams televisie- en filmregisseur.
Voor de televisie regisseerde hij onder meer de VTM series Dennis, De Wet volgens Milo (een aantal afleveringen), Matroesjka's en Connie & Clyde. Matroesjka's regisseerde hij samen met Marc Punt. Voor de VRT regisseerde hij het tweede seizoen van De bende van Wim.
Voor de debuutsingle van Amaryllis Uitterlinden regisseerde hij de videoclip, waarin ook Jan Decleir meespeelde.
Hij regisseerde de langspeelfilms Limo uit 2009 met de leden van de groep Kus, Jack Wouterse en Jan Decleir en Frits & Freddy uit 2010. Deze film met Peter Van den Begin, Tom Van Dyck, Wim Opbrouck, Lucas Van den Eynde, Tania Kloek, Erika Van Tielen en Frank Aendenboom was de op twaalf na meest succesvolle Belgische film aller tijden en lokte 480.020 toeschouwers naar de bioscoopzalen.